# Art budista al Japó
L'art budista al Japó va tenir un paper important en el desenvolupament de l'art japonès, especialment entre els segles VI i XVI. El budisme, que va arribar al Japó des de la Xina a través de la península de Corea, va rebre el suport del príncep Shotoku al segle VI i de l'emperador Shomu al segle VIII. A principis del període Heian, l'art i l'arquitectura budistes van tenir una gran influència en les arts tradicionals xintoistes, i les pintures budistes es van fer populars entre les famílies japoneses benestants. L'escultura budista japonesa va florir durant el període Kamakura, quan l'art budista es popularitzà notablement.

## Inicis

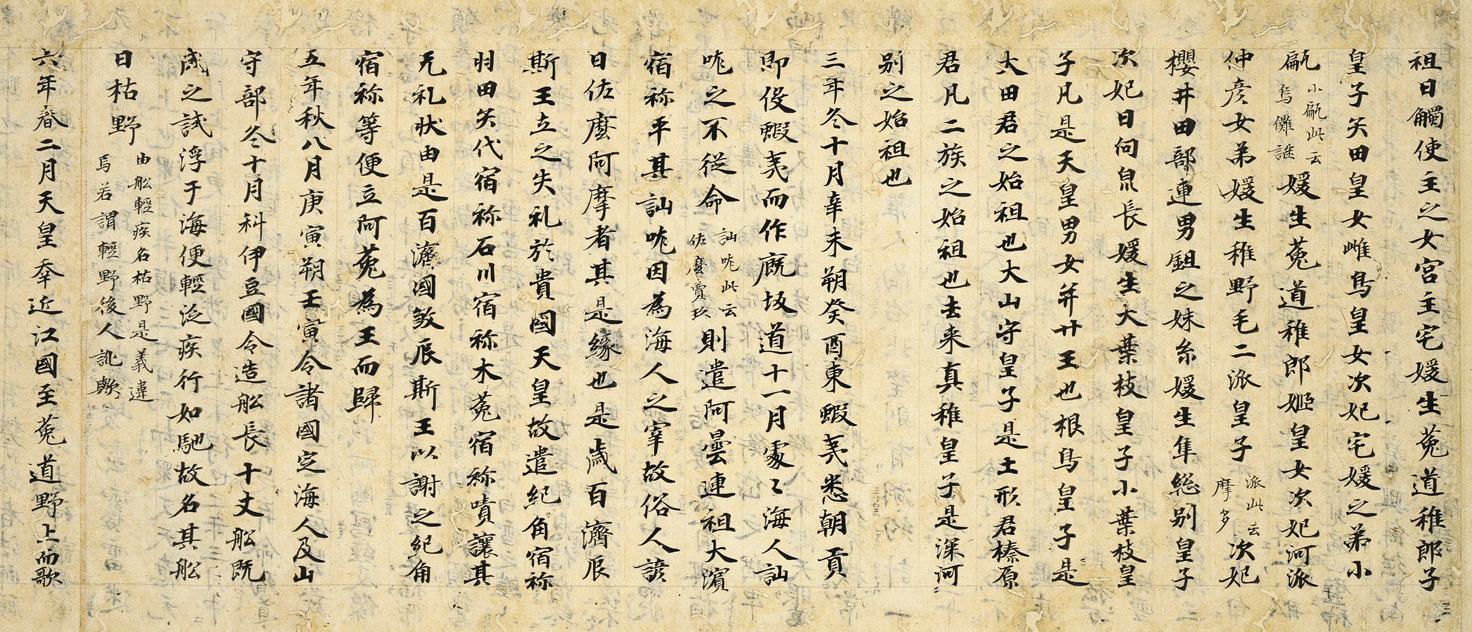
Nhion Shoiki

Xina trencà l’aïllament japonès en el segle x.VI dc (període Asuka), introduint a l’illa l’escriptura, la pintura, tant noves tècniques escultòriques com constructives i un budisme que va ser molt ben acollit per part del sintoisme. El Nihon Shoki, també conegut com les cròniques de Japó, es el segon llibre més antic del país. Acabat entre el 714 i el 720, relata des del mite de la creació, llegendes i esdeveniments històrics, emparant la introducció de la cultura al budisme i veient la integració de les seves imatges: Ja es data de contactes polítics amb aquest motiu, sent que l’any 522 l’emperador del Japó va rebre estandards, sutras e imatges de budes per part del rei de Corea (Paekche). Aquesta imatge va arribar a la cort, on el rei va proposar el debat de si s'hauria d’adorar o no, sent que dels ministres argumentant a favor dels deus sintoistes, només un va acceptar al nou deu, sent el nou propietari de la imatge de buda, aquest la va guardar i va fer el primer temple budista a la seva casa. Anys més tard (es creu que al 538) buda va ser el anomenat culpable de les severes plagues, donant com a resultat la crema de la casa i la destrucció de la imatge. En el 578 van rebre nous presents de caràcter budista per part de corea, però va ser gràcies als seus missioners que la població es va anant convertint. Es al 586 que el budisme, el sintoisme es barregen i aglutinen amb la política oficial sota el regnat de Yomei. Va ser l’emperadora Suiko (593) qui va assegurar l’acceptació d’aquesta nova religió.

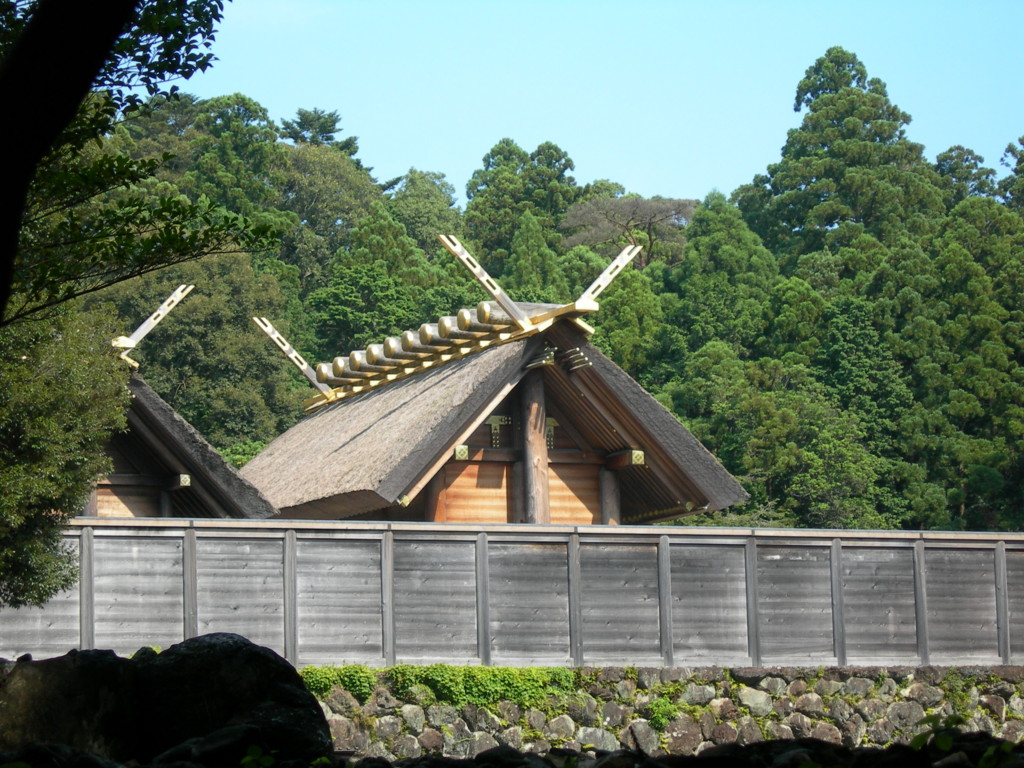
Santuari d'Ise

Un parell danys després del triomf polític-religiós de Yomei, s'enviaran a diferents tècnics des de terres coreanes, creadors dels grans santuaris de fusta, amb diferents plantes, columnes enterrades, parets de taula, entre d'altres. Tenien simbòlicament la mateixa forma que els graners d’arròs comunitaris dels pobles. Posant com exemple el paradigmàtic santuari d'Ise, se sap de la seva forma original gràcies a la tradició de construir al costat de l’edifici un nou santuari exacte que més tard serà enderrocat, un ritual religiós que vetlla pel manteniment de la puresa. El temple Horyu-ji (607) , monestir budista més antic del Japó, es troba al sud de l'illa Honshu, a prop de Nara. Si el comparem amb les restes dels seus edificis coetanis, aquest era molt més gran, i tots comparteixen una simetria axial. Va ser gràcies a un incendi (670) que es va desvincular de les estètiques xineses, ja que l’ordre dels edificis es va veure alterat, situant el kondo i la pagoda en un eix horitzontal, en comptes de vertical, descentralitzant la porta per tal de trencar amb el gran buit. Un altre element desvinculant va ser la modificació del segle X d’ampliar les instal·lacions amb un kodo (sala de lectura) d’estil purament japonès, amb un cos molt allargat s'opta deixar en rere els sostres a quatre aigües xinesos per un sol cavallet. Encara i els detalls formals, les estàtues de Buda es troben als punts cardinals, sent que a partir de un deambulatori circular, d’igual manera que el del stupa en una chaitya índia. D’altra banda el temple Toshodai-ji, fundat per un missioner xinès, distribueix jeràrquicament els bodhisattvas en respecte a Buda al seu respectiu kon-do. La icona més destacada del temple Horyu-ji  es la triada Sakyamuni (o Shaka) de Tori Busshi, un influent escultor de descendència xinesa, trobem la imatge a la sala d’or del temple. També es artífex del famós kannon al saló Yumeondo del Horyu-ji, també va arribar a estar al palau del príncep Shotoku Taishi, un dels grans mecenes en l’àmbit budista.

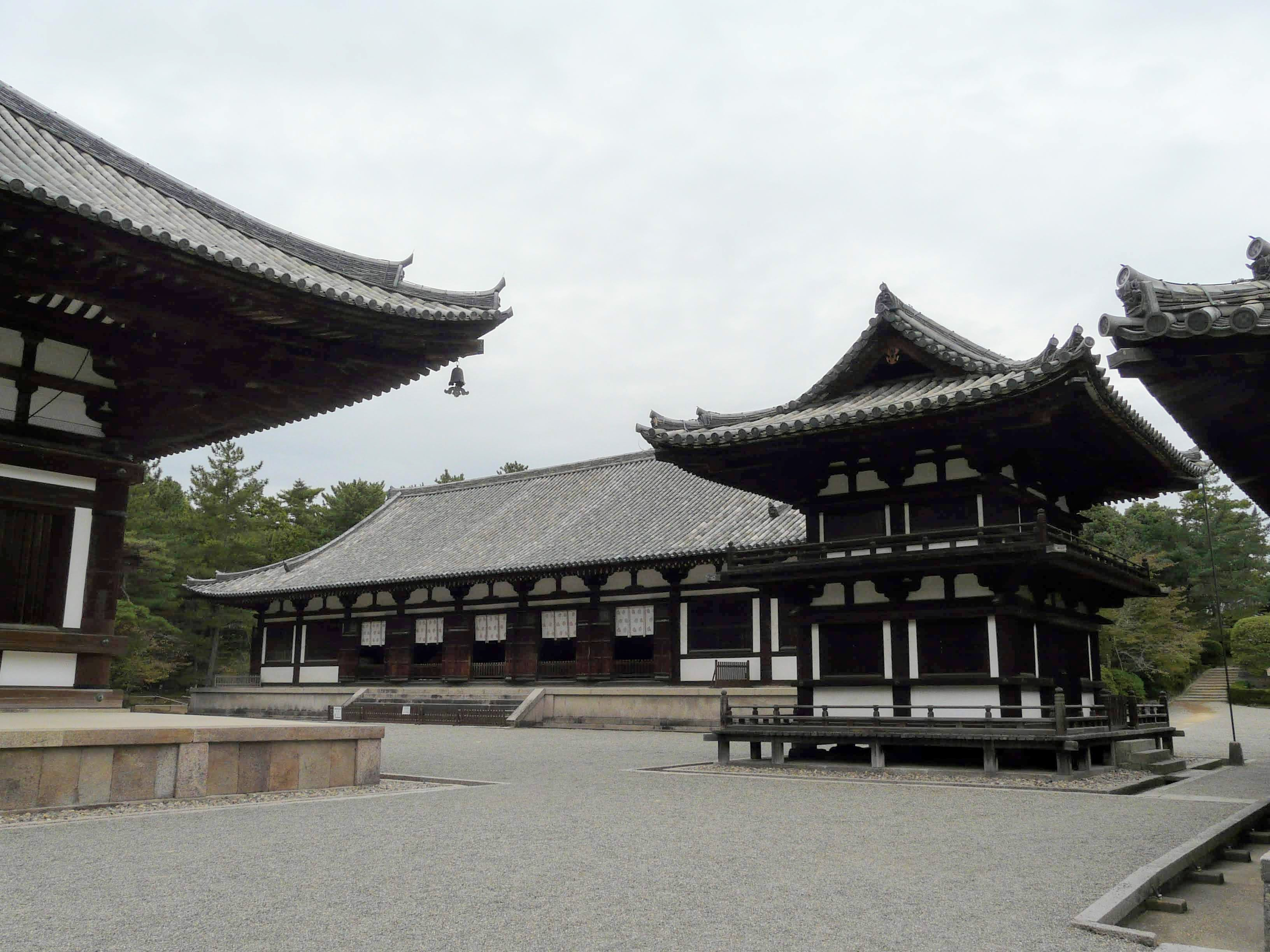
Façana principal del Toshodai-ji

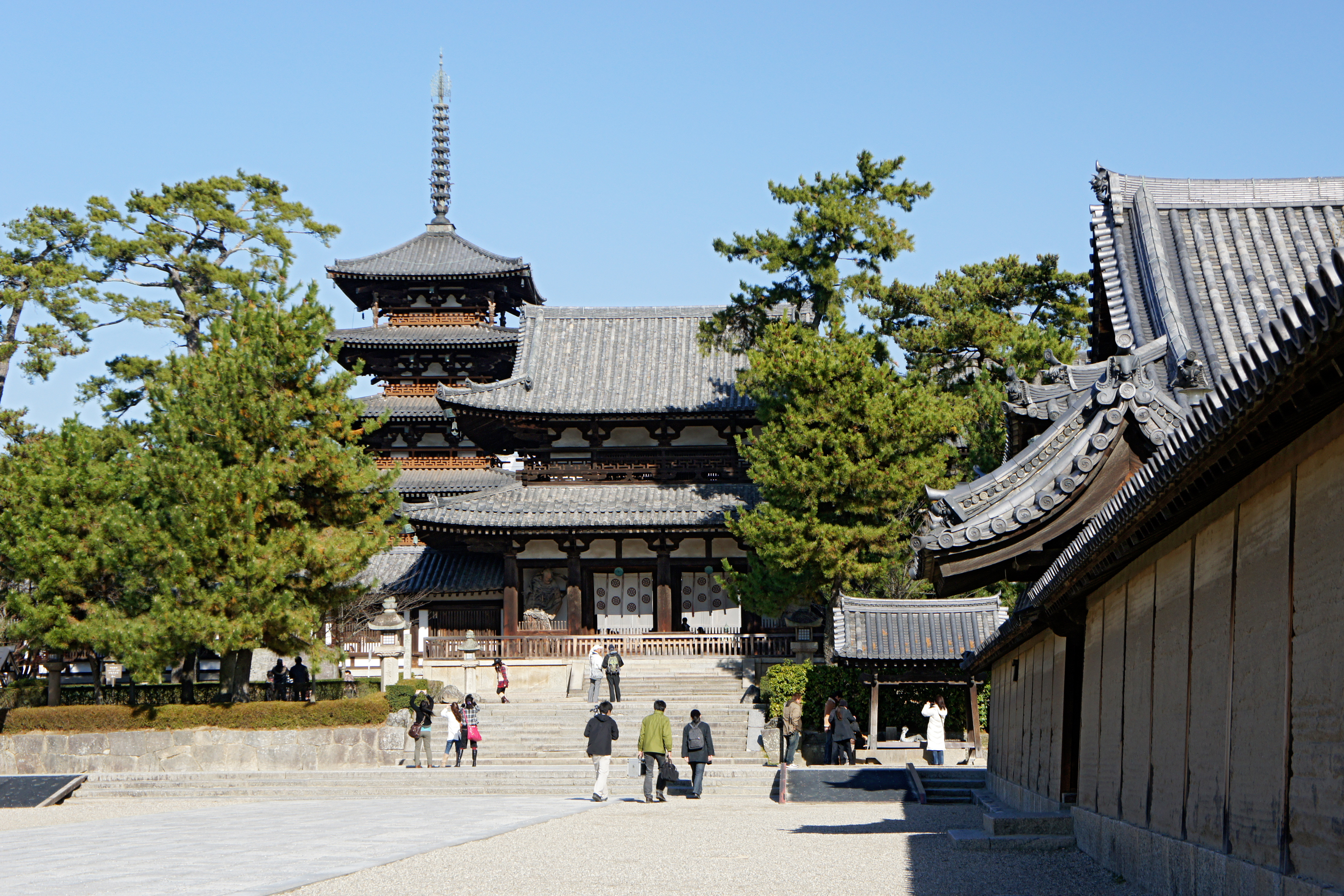
Horyu-ji

## Període Nara
Va ser al 710 quan la ciutat Nara rep el títol oficial de nova capital permanent, trencant amb la tradició sintoista de canviar de capital un cop es mort l’emperador (per tal d’evitar la contaminació espiritual). El període coincideix amb la dinastia T’ang a Xina, mateix moment que la peregrinació de monjos xinesos cap la india en busca dels texos sagrats. El període de Nara es destacarà per les convergències dels estils escultòrics del sintoisme i el budisme mahayana acompanyats per un gust de caràcter monumental, com trobem al Butsuden de Todai-ji (el temple de fusta més gran mai construït), al interior trobem un buda de bronze de 15 metres. Els xinesos també van introduir  durant el segle VII la laca seca buida i la laca seca sobre nucli de fusta  com a tècniques escultòriques, sent la seva popularització al segle VIII i la seva desaparició al s.IX atès al alt cost de producció. El Rhus vernicifera (urushi) es l’arbre del qual s'extreu la sàvia amb la que es fabrica la laca, (encara i que la argila també fou un element comú) aquesta revesteix sobre elements de tots tipus, tant com amb motius decoratius com impermeables. La metodologia de la laca seca al buit pot recordar parcialment a la cera perduda: En primer lloc, es construeix un entramat de fusta que consta d’uns llistons verticals travats amb places o taules situades horitzontalment y més o menys a la altura de l’espatlla, genoll y turmell. Seguidament es cobreix amb una barreja de argila amb canyam a mode de guixos d’entre 10 i 15cm, un cop obtingut la forma general i amb la massa seca, s'apliquen fines capes de laca amb fibra natural (depenent de la mesura, calien entre deu i cinc capes, creant una closca amb una imatge casi final. Els detalls s'obtenen amb varies capes de laca barrejada normalment amb incens, es llimen totes les capes menys la última, per acabar, es buida l’interior deixant només l’estructura de fusta, encara i que en peces reduïdes també es podia eliminar (o substituir), fent l’objecte més fràgil. El motiu d’eliminar l’amalgama interior es la seva susceptibilitat als canvis climàtics. L’acabat visible es podia fer amb pintura o pa d’or. Pel que fa a la laca seca sobre fusta, es talla l’escultura sobre fusta, buidant-la pels mateixos motius per la part central i posterior, aplicant en la seva finalització s'apliquen les capes al igual que la laca seca buida. Podien trigar mesos atès al llarg temps que triguen en assecar-se les capes, encarint el procés, només els temples més pròspers podien fer aquesta mena d’encàrrecs.

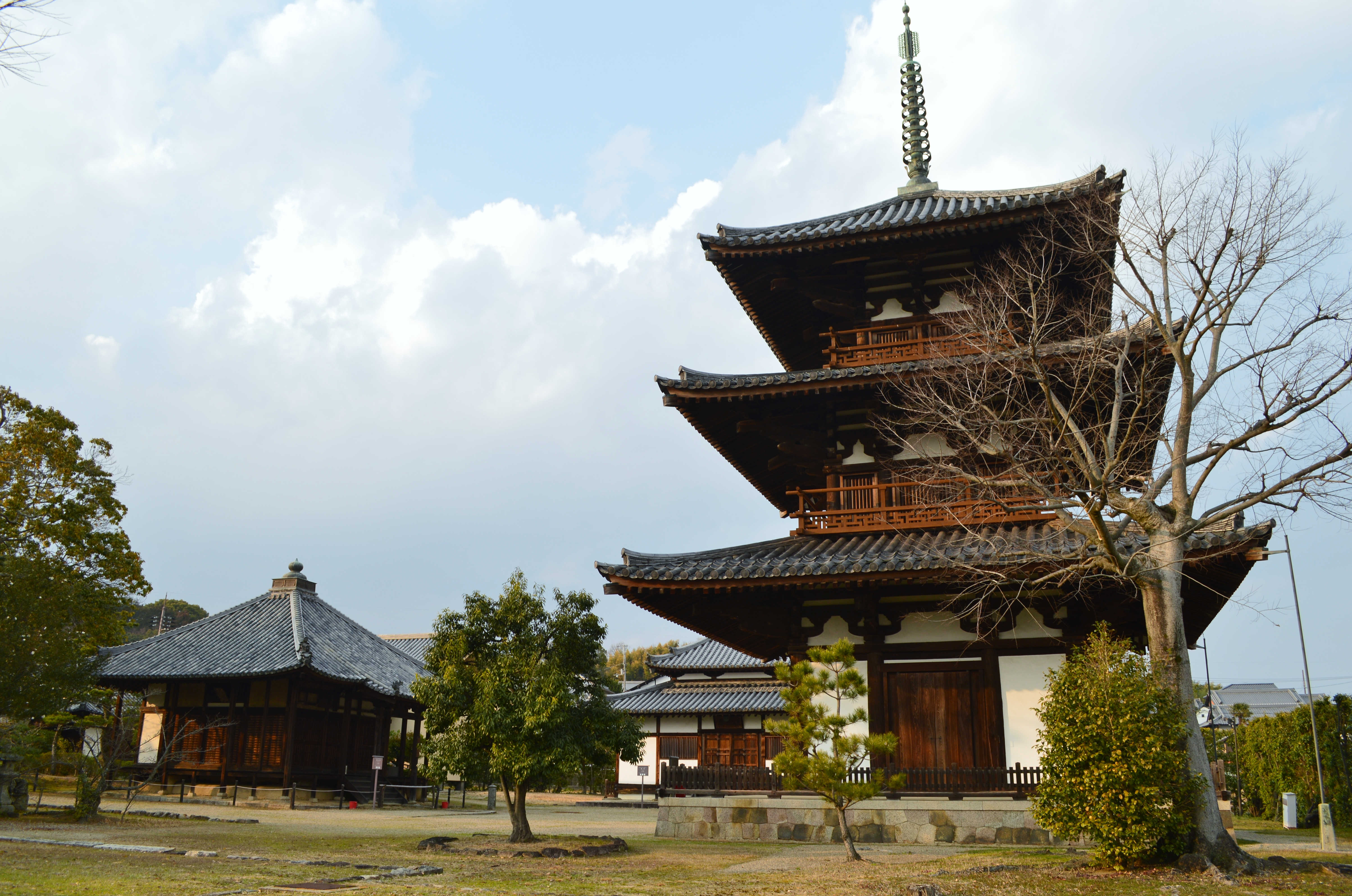
Hokki-ji.

El propi temple del Todai-ji va ser concebut com el centre administratiu de tots els monestirs japonesos i tenia el mateix terreny que el palau. En el segle VIII ja veiem una tendència arquitectònica més pròpia a causa de l’experimentació dels arquitectes japonesos; si comparem la pagoda de Yakushi-ji amb la de Horyu-ji veiem una base mol més ample, els sostres tenen mesures alternes i els suports alers i balcons prenen molt més protagonisme. L’element de la pagoda es va veure desplaçat, donant prioritat a les imatges: En el temple de Hokki-ji (685) la pagoda te el mateix nivell que el temple, en relació amb l’entrada, ja es veu una tendència a Yakushi-ji (principis s.VIII) d’allunyar-les del Kairo (centre del santuari). Finalment, al temple Kofuku-ji (finals s.VIII) ja es veu clarament la tendència de deixar fora del claustre la pagoda. El temple Todai-ji seguirà la mateixa línia.

## Període de Heian (794-1185)
Podem definir aquest període com el fonament de la cultura clàssica al Japó: Aprofitaran totes les influències externes per construir el seu paradigma propi.
Al igual que el període anterior, aquest comença amb el canvi localitatiu de la capital; al 749 Haian-kyo (Kyoto) substitueix a Nara com a centre de les illes. El principal motiu escau en l’iterés de començar una renovació, atès la gran influència budista a Nara, la qual amenaça amb enderrocar al propi govern. Encara i que l’influencia xina continua vigent, van sorgint cada cop formes autòctones, com el cas del monge Kobo Daishi, creador del sistema d’escriptura hiragana, una simplificació dels caràcters xinesos. També va ser un dels dos monjos en peregrinar cap a Xina, que un cop tornen a terres nipones portaran dues sectes budistes: Saicho (Dengyo Daishi) (767-822) funda al turó Hiei, proper a Kyoto, el monestir Tendai, mentre que Kukai (Kobo Daishi) (744-835) funda la seca Shingon, amb sede al turó Koya (província de Wakayama). Aquestes dues corrents definiran el budisme esotèric japonès (Mikkyo), encara i que l’emperador Kanmu vetllés per els dos monjos, no volia la penetració del budisme en el seu govern. Gràcies a la inestabilitat que van viure ambdues sectes per culpa de les violentes dinàmiques del mon feudal, passant a ser centres militars, el que va causar una desconfiança cap als seus seguidors al no tenir un referent religiós sòlid. Es van donar les condicions per l’aflorament d’una nova secta restauradora: La secta de la terra pura (Jodo-shu), la doctrina del renaixement en el paradís de Amida, va sorgir a la secta de tendai al igual que la del Zen i Amida. Aquesta ja estava instaurada en Xina, es va popularitzar gràcies al monjo Honen (1133-1212) i es caracteritza per una reacció al budisme esotèric, proposant una solució mes simple en base a una fe directe al Buda Amida.
La repercussió en el mon artístic va ser una gran demanda de la producció d’escenes pictòriques del paradís de Amida als temples, al igual que representacions arquitectòniques, destacant el temple Byodo-in a Uji, pròxim a Kyoto, on trobem al seu interior l’escultura buda Amida de Jocho, també hi ha la intencionalitat de retornar als orígens japonesos, el temple propera Nara, Muro-ji, sede de la secta Shingon, veiem la reaparició de l’escorça de cedre en el sostre, element ja utilitzat en estructures sintoistes, d’altra banda, hi ha un retorn cap a la natura, sent que els santuaris harmonitzen amb el seu paisatge.
El nou art gràfic destaca per la precisió de les expressions i línies més subtils. Encara i que aquesta representació ja va ser reproduïa durant la dinastia T’ang, al Japó rebran del nom de Raigo-zu: el descens de Amida, al centre del quadre i rebent les animes dels seus seguidors, un recurs per familiaritzar als espectadors es l’ús paisatgístic de la pròpia ciutat de Kyoto, trenquen amb la verticalitat del budisme esotèric, un canvi religiós, on el deu referent rep de primera ma al mort (això també es contraposa a las doctrines xineses). Dins d’aquesta corrent destaca el monjo Genshin amb les obres Amida elevant-se sobre les muntanyes i un tríptic conservat al museu del turó Koya. Aquest personatge el podem relacionar directament amb l’occidental Fra angelico: Dos persones religioses, missatgers d’un ideal espiritual que comunica amb els homes. Dos tècnics que troben a la pintura un medi inigualable de comunicar un ambient alat en el que les figures semblen que estan depenjades i sent un reflex de realitats superiors.  També es en aquest moment que neix l’escola de pintura japonesa: Yamato-e, ja preexistent a Xina però perfeccionada al Japó, es troba principal en pergamins il·lustrats (emakimono).

## Període Kamakura (1185-1333)
Entre 1156 i 1185 Japó estava sotmès a una guerra contínua entre dues grans famílies aristòcrates: els Taira i els Minamoto, que va portar amb ella fams, plagues i grans incendis. La victòria final de Minamoto no Yoritomo a les Guerres Genpei (1180-1185) va oficialitzar la primera era de govern militar al país, l’aparició dels samurais i l’establiment del feudalisme a l’arxipèlag. El mateix Yoritomo es va nomenar shogun el 1192 i va portar la capital a Kamakura.

#### Ressorgiment Nara

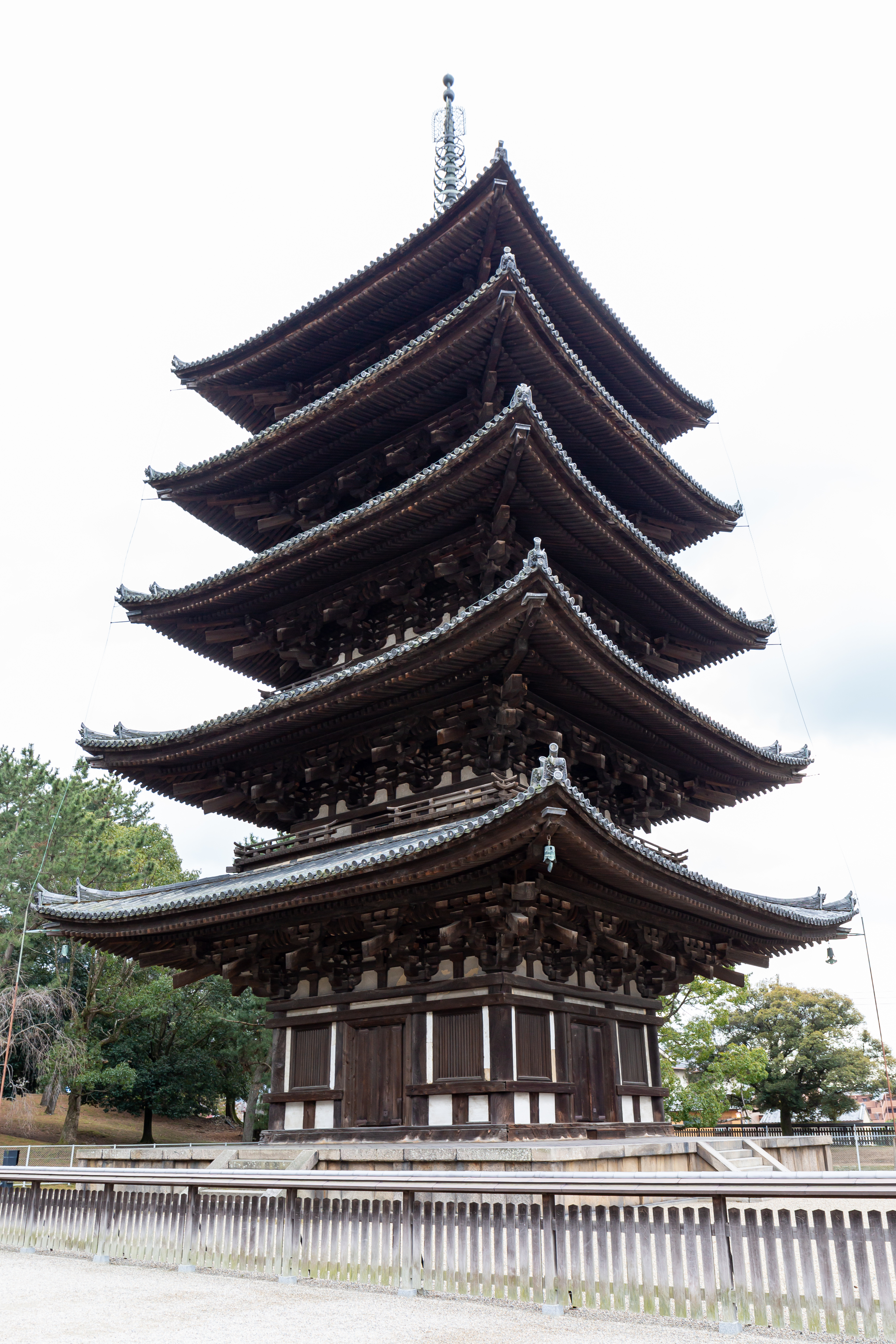
Pagoda del temple de Kofuku-ji

Ni tan sols se’n van poder lliurar de la violència els monestirs budistes car el desembre de 1180 un esquadró Taira va incendiar els grans temples Nara de Kofuku-ji i Todai-ji perquè els seus monjes eren percebuts com simpatitzants de Minamoto. Aquest acte combinat de sacrilegi i barbàrie va desacreditar la imatge dels Taira i va proporcionar a Yoritomo una oportunitat de millorar i legitimar la seva. El mes següent va manar que es reconstruïssin.

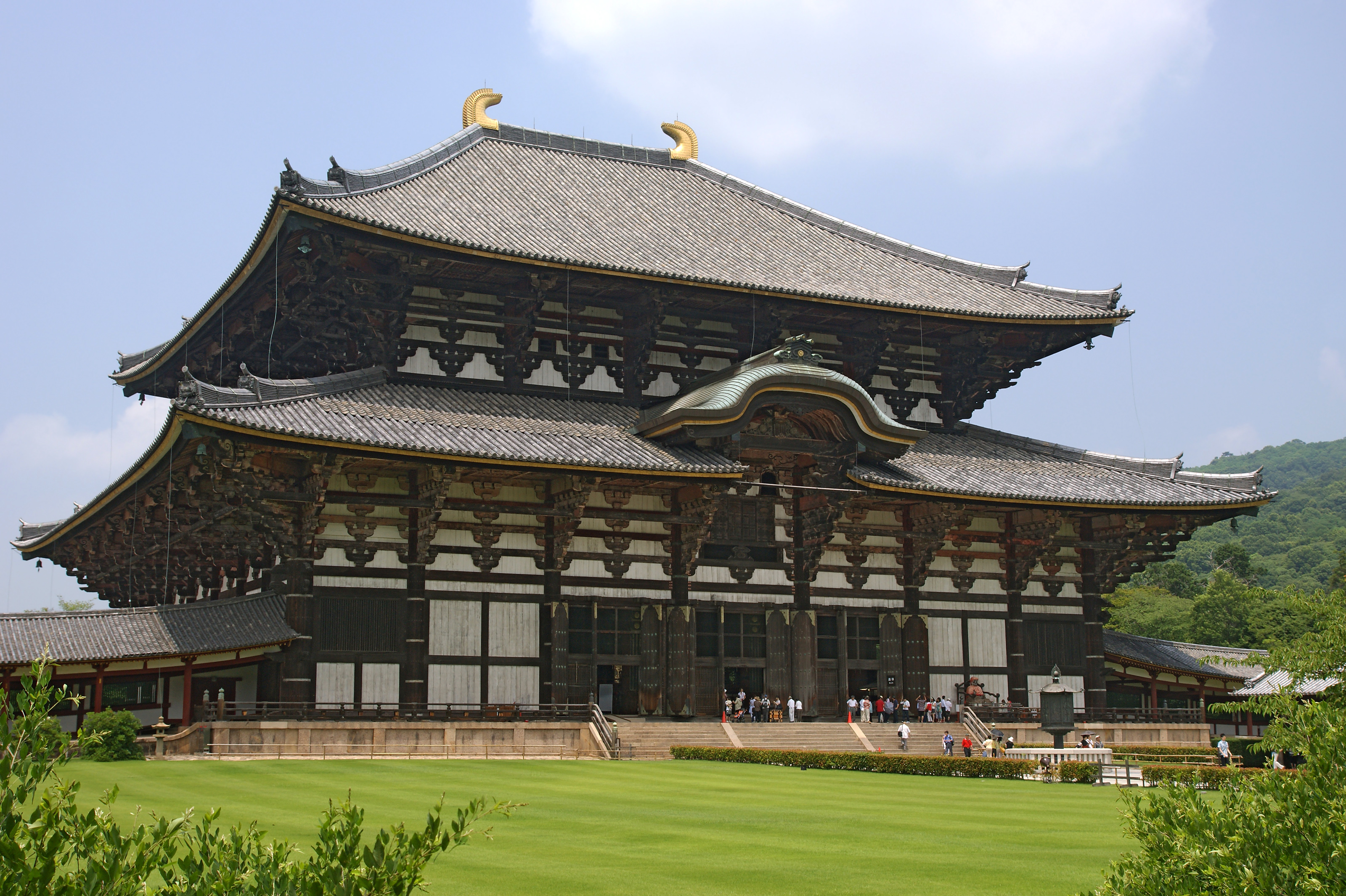
Temple de Todai-ji

#### Arquitectura
Per supervisar la restauració de Todai-Ji va contractar el venerat sacerdot budista Shunjobo Chogen (1121-1206), que deia haver visitat la Xina tres vegades i va introduir l’arquitectura de l’estil Song del sud, malnomenat “estil indi” (tenjiku yo) pels japonesos. Es basa en estructures sòlides i directes més que aristocràtiques o elegants. Les grans bigues i columnes de l’estructura produeixen un efecte cru, lluny del refinat estil Heian i expressen el poder i el pragmatisme d’aquests nous governants militars; el tenjiku yo no va tenir continuació.

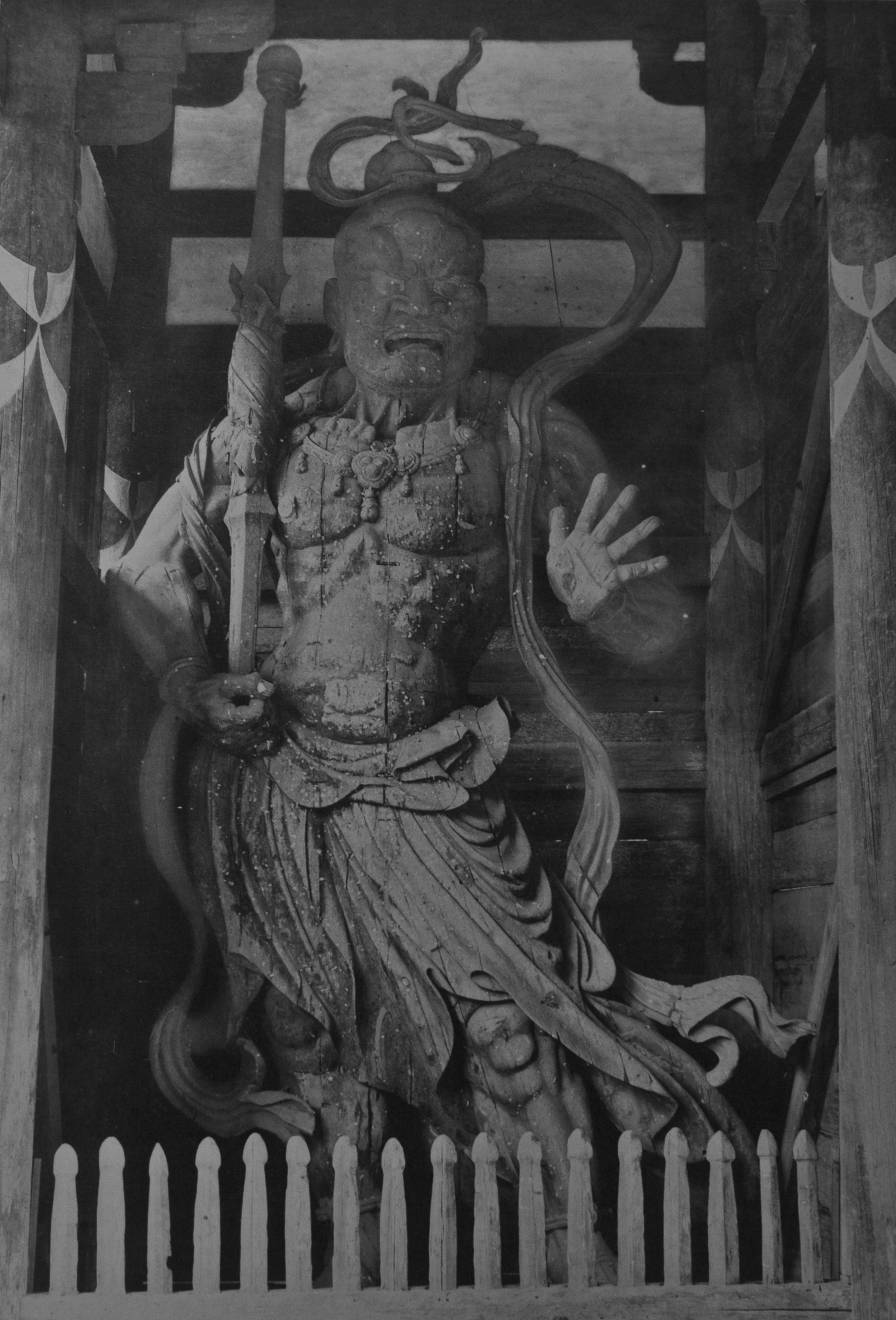
Kongo Rikishi de Todai-ji

#### Escultura

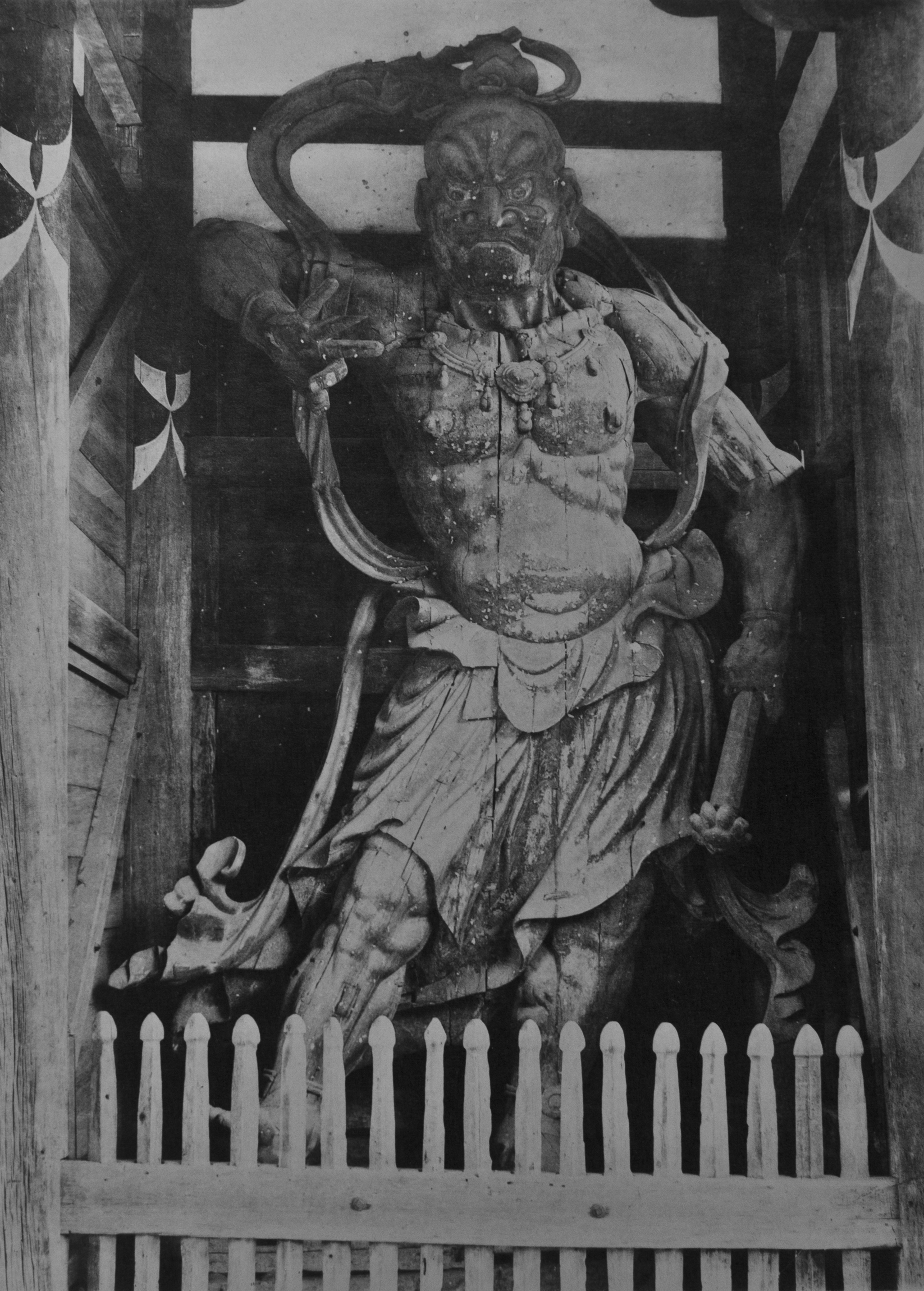
Kongo Rikishi de Todai-ji

Chogen va emplear a molts artesans xinesos, que van portar influències Song a l’escultura Kamakura. Però aquest estil escultòric és principalment una reinterpretació de l’estil del període Nara, dut a terme pels creatius escultors de l’escola Kei. Amb la finalització de les Guerres Gempei, els escultors es trobaven en demanda tant a Kyoto com a Kamakura. Mentre el seu pare Kokei i el seu col·lega Kaikei es quedaven a Nara per treballar en la reconstrucció de Kofuku-ji, Unkei se’n va anar a Kamakura a complir encàrrecs per la nova noblesa guerrera. Només en dos mesos va ser capaç de completar les dues escultures de fusta gegants dels Kongorikishi (Reis Guardians), que es miren cara a cara a la porta sud del temple, un amb la boca oberta i l’altre amb la boca tancada. 

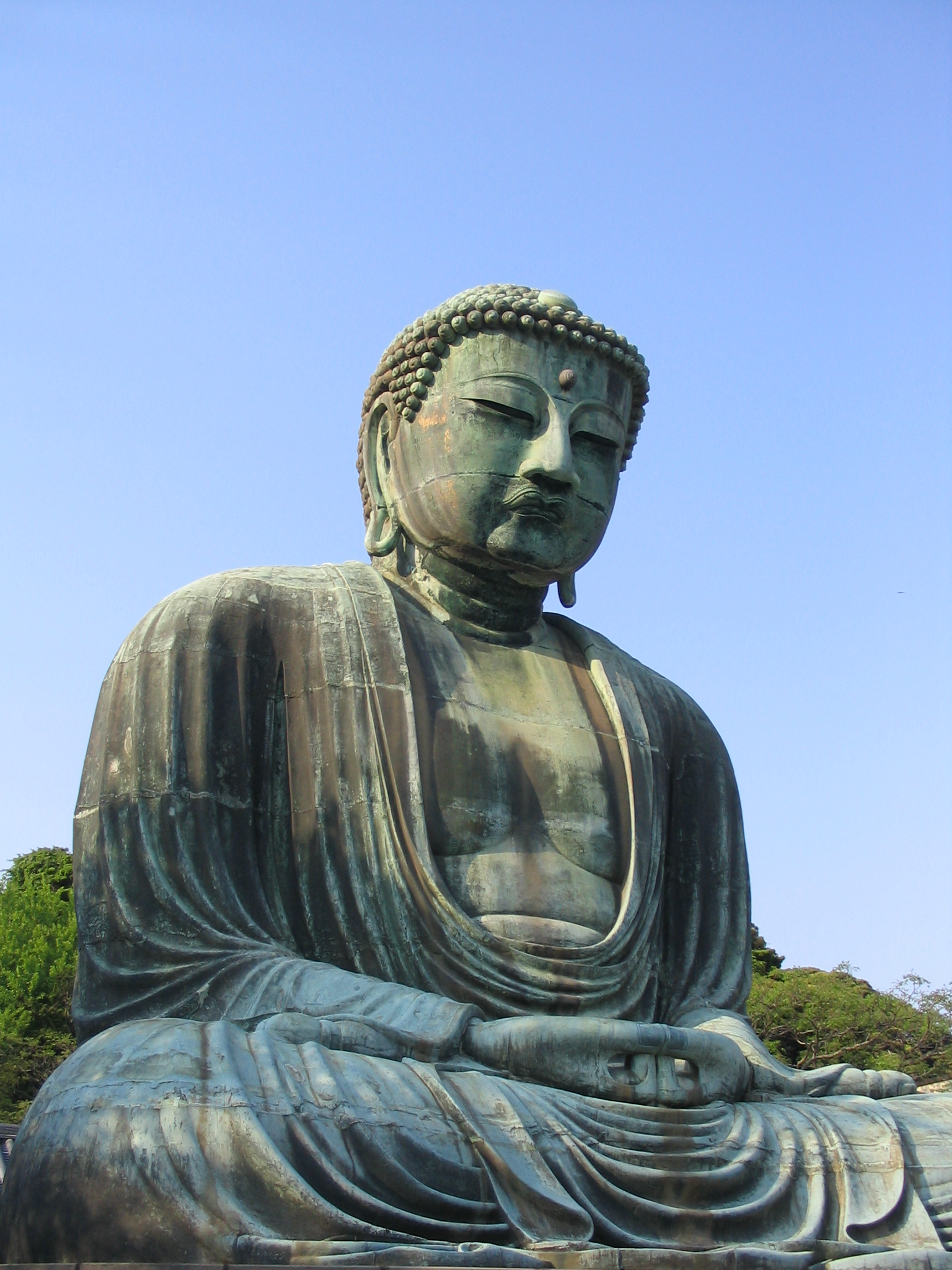
Buddha Daibutsu de Kamakura

El famós Daibutsu de Kamakura emula el d’estil Nara de Todai-ji. El seu caràcter realista emfatitza aquest ressorgiment expressat no per Unkei, sinó per Kaikei, les imatges del qual es caracteritzen per un “realisme idealitzat” que emana tendresa, dolçor i gràcia més que força. La fusta esdevé el material escultòric predilecte de l’estil Kamakura, que es caracteritza per mostrar el volum de la fusta penetrada per l’espai, tot creant una articulació que expressa la seva propensitat a l’acció i la violència típics d’aquesta nova societat militar.
Un nou mitjà per augmentar el realisme de les figures és el gyokugan, tècnica inventada al Japó en aquest moment. Es basa en inserir trossos de cristall de quars en el lloc dels ulls, pintats amb diferents tons de vermell, verd o blau per crear una mirada penetrant i natural. Els retrats escultòrics seculars són rars però un vehicle idoni pel nou realisme. El millor exemple és el d’Uesugi Shigefusa, que va venir a Kamakura el 1252 com a conseller. Va vestit amb l’uniforme d’aristòcrata-guerrer, amb tirants i barrets. Però el més interessant és el cap que, seguint una nova tècnica, no només separa el cap del cos a l’hora de treballar, sinó que la cara se separa del cap i es llima a mà com si fos una màscara de teatre de l’època.

Retrat de Minamoto no Yoritomo

#### Pintura
Els retrats pintats també revelen el nou realisme del període, però en un grau menor degut a la tradició que seguien els artistes de cort, acostumats al mode onna-e de pintar. Un gran exemple per veure la confluència d’ambdós estils és el retrat del propi Yorimoto, vestit formalment com un cortesà Heian i no com un guerrer-aristòcrata. L’opac, opulent, negre i geomètric patró que crea recorda a l’onna-e, però els trets d’aquest estil per la cara, com ser rabassuda, sense trets identificatius, indiferenciada i hieràtica, són reemplaçats per una dura, calculadora i implacable mirada, que s'enmarca en aquest nou corrent realista.

## Període Muromachi (1333-1573)
Anomenat pel barri de Kyoto on s'ubicava el palau del shogun, aquest període va ser encara més convuls que l’anterior. El poder central va fracassar davant la contínua guerra entre senyors feudals afamats de poder i terres. La família Ashikaga es va reafirmar en el poder durant tres curtes generacions i va moure la capital imperial de Kamakura a Kyoto. Aquest fet va provocar un procés de síntesi entre la tosca societat militar provinciana i l’elegant i metropolitana societat civil. A Kyoto, els shoguns podien dedicar la seva vida a cultivar el refinament de les arts. Paradoxalment, enmig de tant caos i violència, l’intercanvi mercantil i les arts van créixer amb força perquè els caps guerrers necessitaven armes per les seves tropes i objectes artístics de valor per marcar estatus. Mentrestant, les sectes budistes van continuar riques i fortes per servir com mecenes d’artistes apolítics i ascetes.
Després de cinc segles de mínim contacte entre la Xina i el Japó, al final del segle XII, va arribar de l’oest una nova doctrina religiosa que va tenir un gran seguiment des del principi per la nova casta militar, ja que els seus valors directes, breus i simples s'alineaven perfectament amb el seu pragmatisme i jerarquia: el Zen. Al període Muromachi el Zen dominava i influenciava tots els aspectes de la vida religiosa i intel·lectual. Amb ell va venir l’art i la literatura del renaixement Song. La resposta japonesa va ser tan aclaparadora que l’interès per la temàtica i l’estil autòctons va disminuir. L’ideal de l’acadèmic japonès d’aquesta època era la Xina: pintura xinesa, particularment el païsatge monocromàtic, ceràmica xinesa, poesia i filosofia xinesa. L’art Muromachi expressa l’apreciació Zen per la percepció intuitiva i directa i comparteix els estàndards estètics de la subtilesa, la concentració i el control.

#### Estil monocromàtic xinès

"Atrapant un silur amb una carabassa" de Josetsu

La nova pintura japonesa del període Muromachi comprèn pintura monocromàtica d’estil xinès sobre subjectes xinesos. Era gairebé un punt d’honor ignorar el païsatge japonès, tot i que hi va haver excepcions. La pintura monocromàtica estava associada al Zen, i molts dels millors practicants de l’estil eren monjes-pintors.
El fundador de l’estil Muromachi va ser Taiko Josetsu, artista actiu al voltant de l’any 1400, del qual només es conserva una obra, “Atrapant un silur amb una carabassa”, títol que remet a l’aforisme Zen “No pots atrapar el cor”. L’escena es compon d’un silur que observa el futil intent d’un pescador d’atrapar-lo emprant una carabassa. En la distància es distingeix el perfil d’una muntanya i sobre l’escena s'hi troben escrits 31 poemes de sacerdots Zen. L’obra simbolitza el punt fins al qual els japonesos van absorbir i van ser absorbits pel nou ideal zen.

#### Escola Kano
El fundador de l’escola va ser Kano Masanobu (1434-1530), pintor amb un estil que recorda la riquesa i respiració de Shubun combinada amb les qualitats decoratives més suggerents de Shokei o Sesson. Tot i que la seva obra no reflexa aquesta idea, l’escola Kano va estandaritzar l’estil monocromàtic. Va esdevenir una acadèmia amb fundador i una genealogia de mestres que també es dedicaven a la crítica artística i l’autentificació de pintures tant de tipus Kano com de tipus monocromàtics xinesos i Muramachi.

"Ocells i flors de les quatre estacions" de Kano Motonobu

El pintor més important de l’escola va ser el fill del fundador, Kano Motonobu (1476-1559), qui va cristal·litzar l’estil. Els seus treballs més famosos contenen plantes i ocells de les quatre estacions tractats decorativament però amb un caràcter exhaustivament realista. El seu recurs formal de corvar en S els seus arbres, que creuen una immòbil i vertical cascada va ser desenvolupat en el període Momoyama.

#### Arquitectura païsatgística

Castell de Kinkaku amb el reflexe sobre l'aigua del llac

L’arquitectura del període Muromachi mostra la creixent influència de certs tipus de temple xinès fusionats amb tradicions japoneses en un estil simple, lleuger i serè. Les seves millors qualitats es troben en pavellons aristocràtics i salons de tè. Els edificis més exitosos i interessants del període són aquells associats amb el lleure i el plaer, amb la seva contemplació de la lluna, el païsatge, el jardí i la cerimònia del tè. El més famós de tots aquests, tràgicament destruït el 1950 per un monje amb les facultats mentals alterades, va ser Kinkaku (Pavelló Daurat), la capella privada del shogun Ashikaga Yoshimitsu a la Vil·la Kitayama a Kyoto. Després de la seva mort el 1408 es va transformar en un temple budista.
La seva planta quadrada és emplaçada dins d’un llac amb fonaments fets per l’home envoltada d’arbres de fulla caduca per poder sentir de la millor manera possible el canvi de les estacions. Del llac emergeixen petites illes artificialsm saltejades que busquen un efecte natural. Actualment s'ha reconstruit seguint el pla original prou amb nous materials, entre ells làmines daurades. Consta de tres pisos, els dos primers pensats per veneració budista mentre que la terrassa superior està dedicada a la meditació Zen, per aquest motiu se’l pot considerar la metàfora arquitectònica de la conjunció entre budisme i Zen i el gust cortesà amb el guerrer que té lloc en el període Muromachi.

## Període Azuchi-Momoyama (1573-1603) i Període Edo (1615-1868)

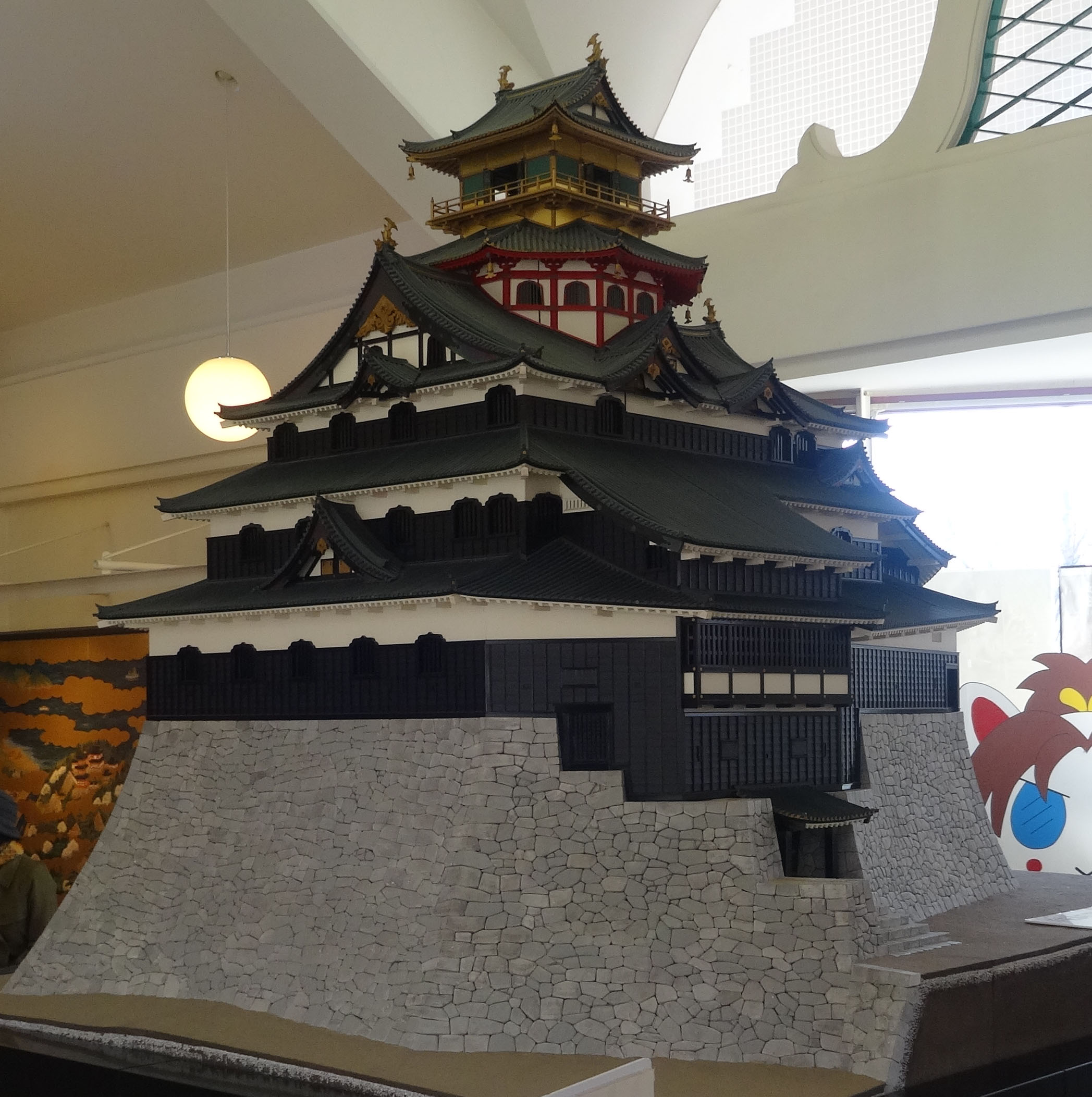
Model en miniatura del Castell d'Azuchi

La guerra contínua que havia viscut el Japó durant dècades va veure disminuir el nombre de grans famílies de 300 a només una dotzena a la segona meitat del segle XVI. La història del Japó durant aquesta època es pot resumir en els esforços de tres d’aquestes famílies, que tot i llunyanament al·liades, van reunificar el país: els Nobunaga, els Hideyoshi i els Ieyasu. El període rep el nom dels seus castells. El dels Nobunaga (Azuchi), i el dels Hideyoshi (Fushimi-Momoyama).

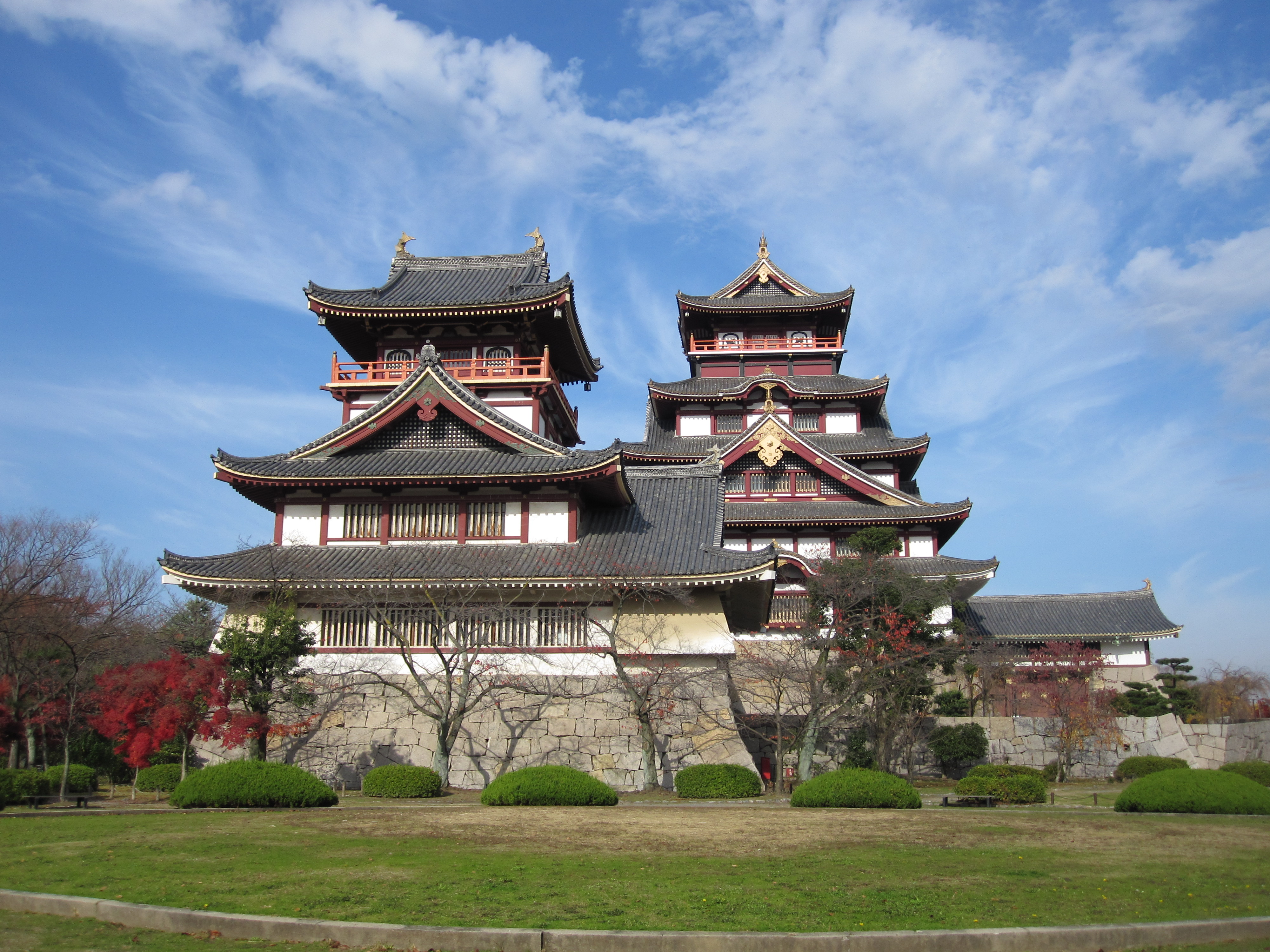
Castell de Fushimi

Després de la mort del primer a mans del segon, Ieyasu faria el mateix amb l’hereu dels Hideyoshi i comença el 1615 el període Edo, l’antic nom de la ciutat de Tokyo, que s'estén fins al 1868. Són obligats a sortir de l’auto-aïllament que havien començat el 1638, quan van expulsar els últims comerciants europeus, per les pressions externes del món occidental. Els períodes Momoyama i Edo constitueixen un mateix continuum polític, social i artístic; una època de poder econòmic, organització feudal i dictadura militar.
La societat sota el també anomenat període de "Pau Ininterrompuda" era estrictament estamental i el salt entre classes socials estava terminantment prohibit. Si bé la figura més reconeixible d’aquesta era són els samurais, Kyoto continua preservant la noblesa cortesana i els seus gustos tradicionals: poesia, cal·ligrafia i pintura que es remunten a l’estil i els subjectes del període Heian, l’edat daurada de la cultura cortesana.
La consolidació d’una economia nacional i l’acceleració de l’ubranització expandeix i enriqueix la classe urbana, que al final del segle XVII competeix amb els samurais per la compra de poder i prestigi a través del patronatge. Origina un alegre estil popular que troba la seva expressió visual més distintiva en els textils, els objectes lacats, pintures de gènere i el mundialment conegut ukiyo-e, que tanta influència va tenir en l’orientalisme europeu de finals de segle XIX.

#### Arquitectura

Castell de Himeji

L’expressió més visualment impactant de l’ambiciosa expansió dels temps va ser el castell. Fins aquell moment, l’arquitectura militar havia sigut únicament utilitària, però el període Momoyama realitza la combinació de fortalesa amb palau per crear una mansió massivament fortificada el luxe interior del qual està dissenyat per impressionar, de la mateixa manera que les muralles externes són erigides per protegir. El gran castell de Tokugawa a Nagoya va ser desgraciadament destruït durant la Segona Guerra Mundial, però el de la família Hideyoshi, el castell de Himeji, construït el 1581, segueix en peu, és Patrimoni Mundial per la UNESCO, i representa la millor arquitectura de castell del període. Un aspecte a destacar de l’arquitectura de l’època és la decoració interior, que a partir de panells de fusta els treballa en imatges d’onades, flors i animals. Aquí, la tradició d’escultura de fusta realista desenvolupada en el període Kamakura es modifica, en clau decorativa, per obtenir un resultat opulent, policromat i aclaparador, que no farà més que barroquitzar-se en el període Edo.

#### Ceràmica
L’expansió dels nous salons de tè en els jardins del període Edo van provocar una gran demanda de jocs de ceràmica. En el segle XVII, gràcies a les influències de Xina i Corea, la ceràmica japonesa va experimentar un desenvolupament paral·lel al de la pintura.

## Període Meiji (1868-1912)
Es en aquest període on Japó es modernitza obrint-se internacionalment. Atès al retorn religió generalitzat cap al sintoisme, neix un moviment antibudista, l’arrel esdevé en l’iteres del govern per distingir definitivament el sintoisme i el budisme, aquest defensa el primer per tal d’establir l’autoritat teocràtica del emperador, aplicant la política religiosa de Shinbutsu Handen. Alguns del temples budistes van ser enderrocats o reconvertits, situació que es coneix com Kishaku.